# Condado de Union (Dakota do Sul)
O Condado de Union é um dos 66 condados do Estado americano da Dakota do Sul. A sede do condado é Elk Point, e sua maior cidade é Elk Point. O condado possui uma área de 1 210 km² (dos quais 17 km² estão cobertos por água), uma população de 12 584 habitantes, e uma densidade populacional de 10 hab/km² (segundo o censo nacional de 2000).